# Ronnie Scott
Cet article concerne le musicien. Pour le club de jazz, voir Ronnie Scott's.

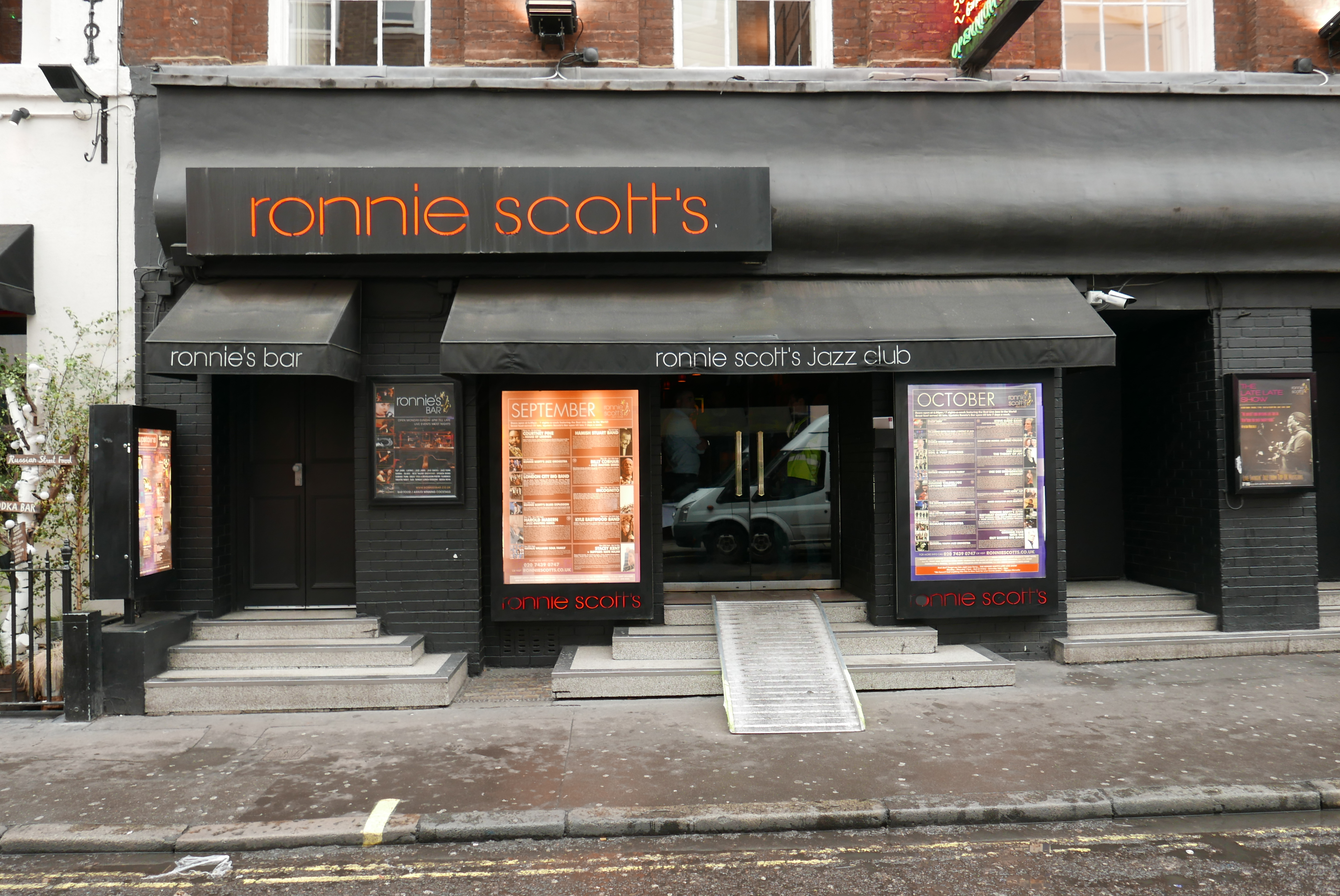
Ronnie Scott's club Londres 2016

Ronnie Scott, né Ronald Schatt le 28 janvier 1927 à Aldgate et décédé le 23 décembre 1996 à Londres, était un musicien de jazz britannique, jouant du saxophone ténor, également fondateur et propriétaire d'un club de jazz londonien.

## Carrière
Ronnie Scott (de son vrai nom Ronald Schatt) est né à Aldgate, à l'est de Londres, dans une famille d'origine juive russe du côté paternel et portugaise du côté maternel.
Il commence à jouer dans des petits clubs de jazz à l'âge de seize ans. En 1944 et 1945, il joue aux côtés du trompettiste Johnny Claes, puis avec Ted Heath en 1946. Il travaille également avec Bert Ambrose, Cab Kaye, et Tito Burns.
De 1948 à 1950, il participe au Club Eleven, un orchestre et club coopératif, géré par les musiciens eux-mêmes, avec notamment Johnny Dankworth.
Dans la deuxième partie des années 1940, comme d'autres musiciens, il travaille sur le Queen Mary, ce qui lui permet de visiter New York et de se rendre dans ses nombreux clubs de jazz. Il fait alors partie des tout premiers musiciens britanniques à être directement influencés par les musiciens de bebop américains comme Charlie Parker.
En 1952, Scott rejoint l'orchestre de Jack Parnell puis dirige ses propres nonet et quintet, au sein desquels on trouve des musiciens comme Pete King – avec qui il ouvrira plus tard son club –, Victor Feldman, Hank Shaw et Phil Seamen de 1953 à 1956. De 1957 à 1959, il codirige les Jazz Couriers avec Tubby Hayes, puis, de 1960 à 1967, mène un quartet avec Stan Tracey au piano.
À cette période, il travaille également comme musicien de studio, enregistrant notamment le solo sur Lady Madonna des Beatles. On peut également l'entendre sur plusieurs bandes originales de films et sur I Missed Again, de Phil Collins en 1981.
De 1967 à 1969, Scott est membre du Clarke-Boland Big Band, qui tourne dans toute l'Europe et compte également dans ses rangs des saxophonistes ténor comme Johnny Griffin et Eddie "Lockjaw" Davis. À la même époque, il dirige également son propre octet avec John Surman et Kenny Wheeler (1968-1969), puis un trio avec Mike Carr au clavier et Bobby Gien à la batterie (1971-1975).
Malgré sa position centrale sur la scène jazz britannique, il n'enregistre que très irrégulièrement à la fin de sa carrière. Souffrant de dépression, il meurt à l'âge de 69 ans d'une surdose présumée accidentelle de barbituriques, prescrits par son dentiste à la suite de la pose d'implants.

## Ronnie Scott's Jazz Club

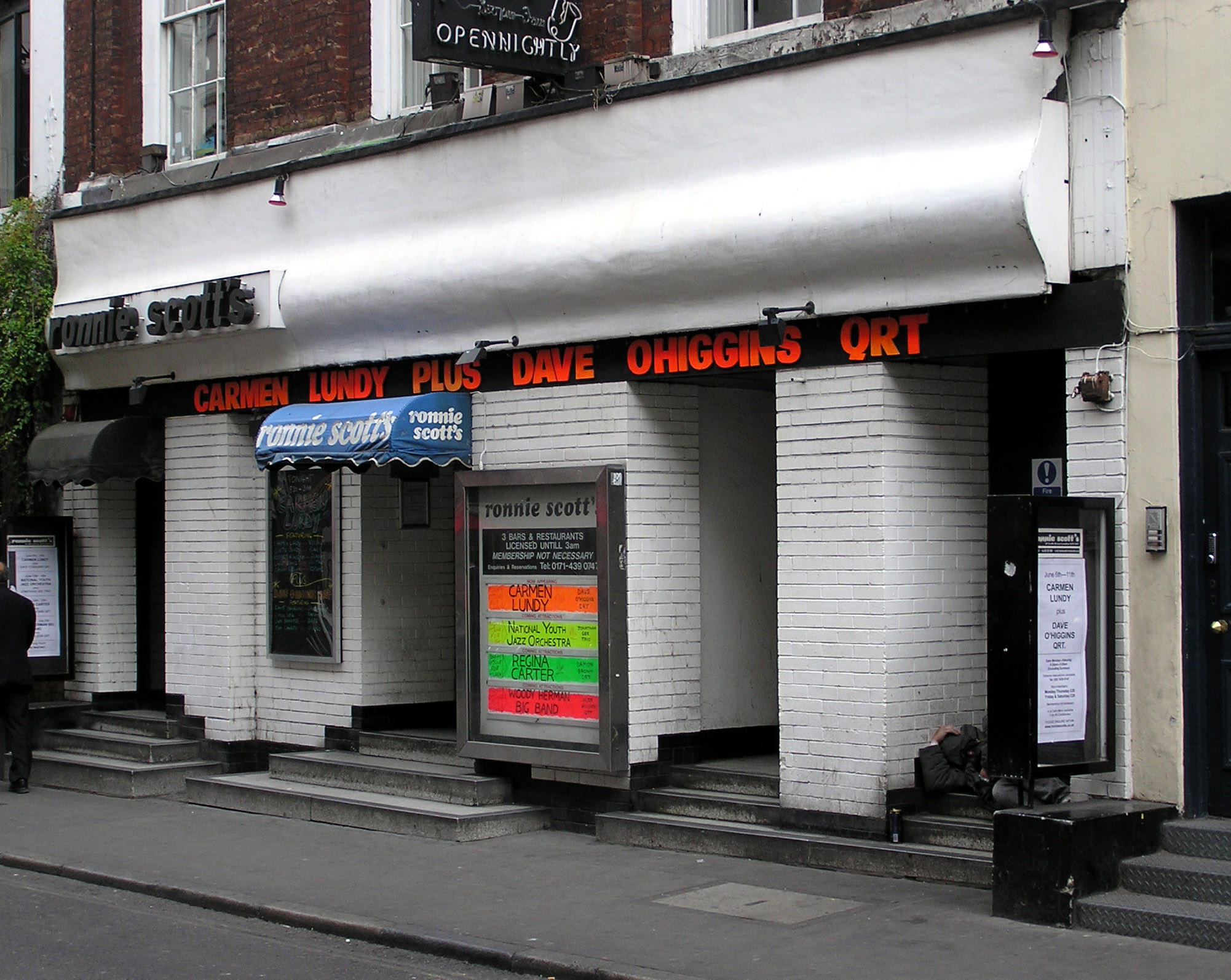
Ronnie Scott's Jazz Club at 47 Frith Street, Soho, London.

Plus encore que pour sa musique, Ronnie Scott est connu pour avoir fondé, avec Pete King, un autre saxophoniste ténor, le Ronnie Scott's Jazz Club, qui ouvre le 30 octobre 1959 dans un sous-sol de Soho à Londres puis déménage à proximité en 1965.
Scott était régulièrement le Maître de Cérémonie de son club où il présentait les musiciens à l'aide de tout un répertoire de blagues et de jeux de mots.
Après la mort de Scott, King continue à s'occuper du club pendant 9 ans avant de le vendre en 2005.

## Solo
- 1948 : Boppin' at Esquire (indigo)
- 1958 : The Couriers of Jazz! (Carlton/Fresh Sounds)
- 1965 : The Night Is Scott and You're So Swingable (Redial)
- 1965 : When I Want Your Opinion, I'll Give it to You (Jazz House)
- 1969 : Live at Ronnie Scott's (Columbia)
- 1977 : Serious Gold (Pye)
- 1990 : Never Pat a Burning Dog (Jazz House)
- 1997 : If I Want Your Opinion (Jazz House)
- 1997 : The Night Has a Thousand Eyes (Jazz House)
- 2000 : Boppin' at Esquire (Indigo)
- 2002 : Ronnie Scott Live at the Jazz Club (Time Music)

## Kenny Clarke/Francy Boland Big Band
- Handle with Care (Atlantic, 1963)
- Now Hear Our Meanin' (Columbia, 1963 [1965])
- Sax No End (SABA, 1967)
- Out of the Folk Bag (Columbia, 1967)
- 17 Men and Their Music (Campi, 1967)
- All Smiles (MPS, 1968)
- Faces (MPS, 1969)
- Latin Kaleidoscope (MPS, 1968)
- Fellini 712 (MPS, 1969)
- All Blues (MPS, 1969)
- More Smiles (MPS, 1969)
- Clarke Boland Big Band en Concert avec Europe 1 (Tréma, 1969 [1992])
- Off Limits (Polydor, 1970)
- November Girl (Black Lion, 1970 [1975]) with Carmen McRae
- Change of Scenes (Verve, 1971) with Stan Getz

## Avec Victor Feldman
- Suite Sixteen (1958)

## AvecPhil Collins
- Face Value (1981) Solo Saxophone Ténor sur I Missed Again